# Schawki
Schawki, Schawqi, Schauki (arabisch شوقي Schauqī, DMG Šauqī) ist ein arabischer männlicher Name.

## Herkunft und Bedeutung des Namens
Der Name kommt aus dem Arabischen und bedeutet übersetzt: Der liebevoll Sehnsüchtige.

## Varianten
Cha(o)uki, Choiki, Chouqui, Shawqi, Shawky, Shawki

## Namensträger

### Schawki
- Tarek Schawki (* 1957), ägyptischer Politiker; Bildungsminister

### Shawqi
- Ahmed Shawqi (1868–1932), ägyptischer Dichter
- Farid Shawqi (1920–1998), ägyptischer Schauspieler, Regisseur, und Filmproduzent

### Shawky
- Mohamed Shawky (* 1981), ägyptischer Fußballspieler
- Wael Shawky (* 1971), ägyptischer Künstler